# Comox (ville)
Pour les articles homonymes, voir Comox.
Comox est une ville de Colombie-Britannique située sur la côte orientale de l'île de Vancouver, dans le district régional de Comox-Strathcona.

## Situation
La ville est à 4 km à l'est de la ville Courtenay. Elle est célèbre notamment pour sa base aérienne (BFC Comox).

## Démographie
| 2001   | 2006   | 2011   | 2016   |
| ------ | ------ | ------ | ------ |
| 11 391 | 12 136 | 13 627 | 14 028 |

## Personnalités liées à Comox
- Evelyn Chrystalla Pielou (1924-2016), écologue